# Alegría (barrio)
Alegría es un barrio compartido por los municipios de Ormáiztegui, Gaviria y Ezquioga-Ichaso, todos ellos pertenecientes a la provincia de Guipúzcoa, en la comunidad autónoma del País Vasco.

## Historia
Hacia 1860, el lugar, por entonces dividido entre los municipios de Gaviria, Ichaso y Ormáiztegui, tenía contabilizadas quince casas. Aparece descrito en el Diccionario histórico-geográfico-descriptivo de los pueblos, valles, partidos, alcaldías y uniones de Guipúzcoa de Pablo de Gorosábel con las siguientes palabras:

ALEGRIA: barrio situado en una pequeña vega entre las villas de Ormaiztegui y Zumarraga cerca de la carretera general de Madrid. Se compone de quince casas de labranza; de las que nueve pertenecen á la jurisdiccion de la villa de Gaviria, cuatro á la del concejo de Ichaso, y las otras dos á la de villa de Ormaiztegui. Tiene una ermita de la advocacion de Santa Maria Magdalena y un molino harinero, que están en el término de Ichaso. En la parte de Gaviria existe todavia una columna alta de piedra sillar, donde anteriormente habia una argolla de hierro; y es tradicion que en ella se solia ahorcar en lo antiguo á los malhechores condenados por la justicia de Areria. En este barrio en jurisdiccion de Ichaso hay una escuela de chicos y chicas, fundada por D. Francisco Javier de Arceluz en el año de 1823 con capital de diez mil ducados y renta anual de trescientos.
(Gorosábel, 1862, p. 15)

Está dividido en la actualidad entre varias entidades singulares de población: la de Alegia en Gaviria y la de Itsaso-Alegia en Ezquioga-Ichaso.